# Castianeira albivulvae
Castianeira albivulvae là một loài nhện trong họ Corinnidae.
Loài này thuộc chi Castianeira. Castianeira albivulvae được Cândido Firmino de Mello-Leitão miêu tả năm 1922.